# Chiaro (Loy e Altomare)
Chiaro è il secondo album in studio del gruppo musicale italiano Loy e Altomare, pubblicato nel 1974 dalla CBS.

## Il disco
L'album viene registrato negli Studi Chantalain di Roma, di proprietà di Bobby Solo, che canta nei cori della canzone Sangue freddo (firmandosi con il suo vero nome); le canzoni sono tutte scritte dai due cantautori.
Dall'album venne pubblicato nello stesso anno un singolo contenente l'hit Quattro giorni insieme come lato A, il loro maggiore successo, e Sogni come lato B, sempre per la casa discografica CBS.
Le fotografie pubblicate sulla copertina del disco in vinile sono di Carlo Massarini

## Tracce
1. A zio Remo
2. Tango Sudamericano
3. Sangue freddo
4. La ballata del cow-boy
5. Sogni
6. Porte chiuse
7. Quattro giorni insieme
8. Torre d'ombra
9. M'ha rimbambito

## Formazione
- Massimo Altomare - voce, chitarra acustica,
- Checco Loy - voce, chitarra acustica, elettrica, slide e 12 corde, mandolino, sintetizzatore
- Stephen Grossman - chitarra acustica, banjo, bottleneck guitar
- Fabio Liberatori - tastiera, organo Hammond
- Roberto Gardin - basso
- Francesco Froggio - batteria, percussioni
- Luciano Ferone - armonica, chitarra acustica
- Claudio Filice - violino
- Massimo Urbani - sax
- Marina Cavaccini, Donatella Bardi - cori